# Analyse

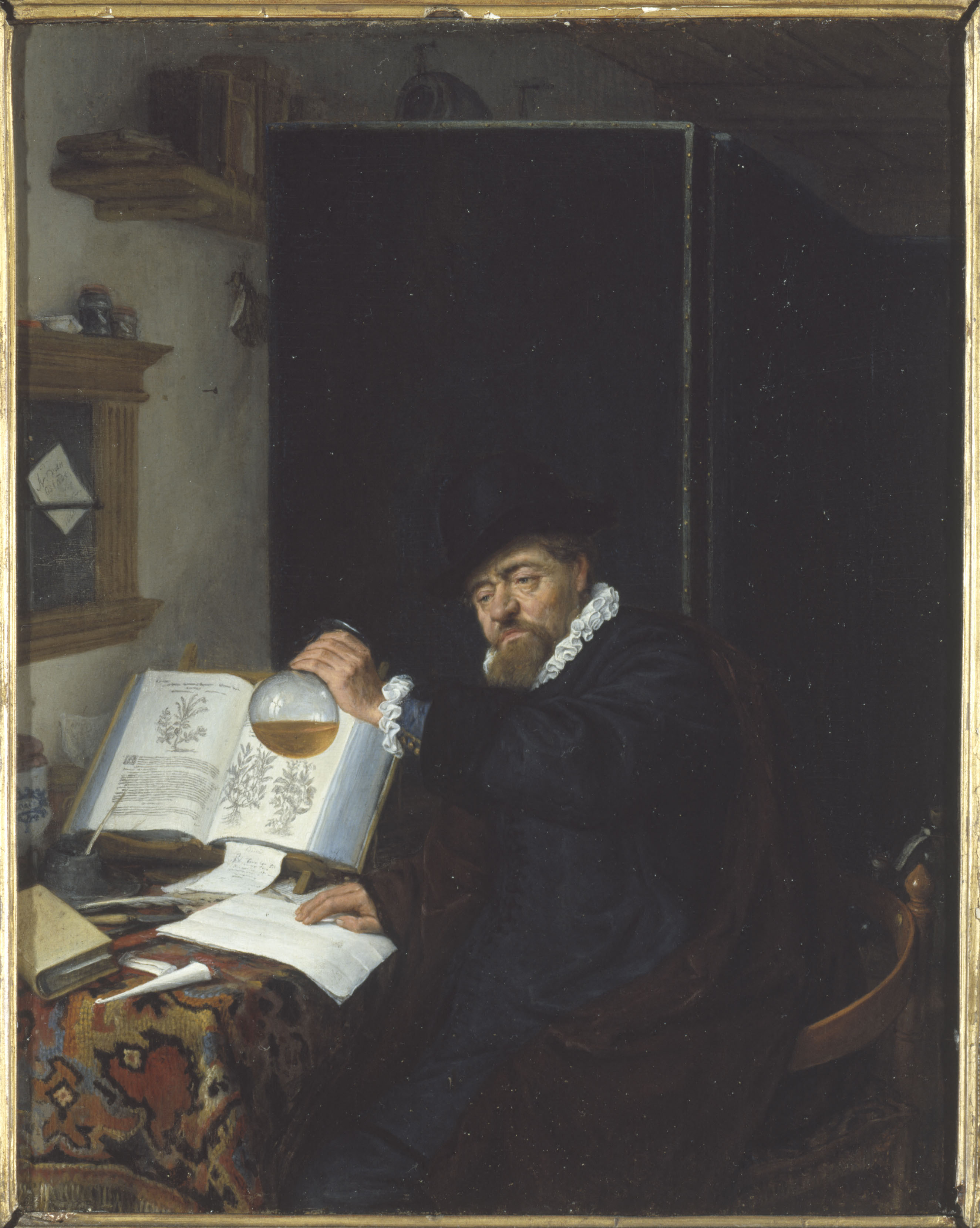
Adriaen van Ostade, "Analyse" (1666)

Analyse is het ontleden van een bepaald (denk)object tot de constituerende elementen. Het is een wetenschappelijke methode om data, objecten en materie systematisch te onderzoeken. Specifieke vormen van analyse zijn onder meer:
- analytisch oordeel, een term in de logica en de filosofie en het tegenovergestelde van een synthetisch oordeel;
- analytische scheikunde;
- analyse in de wiskunde;
- bloedanalyse, analyse van bloed in de geneeskunde;
- gestructureerde analyse, analyse van systeemeisen in de informatica;
- materiaalanalyse, het bepalen van samenstelling, structuur en/of eigenschappen van een materiaal of materieel object;
- muziekanalyse, het bestuderen van de structuur en opbouw van muziek, muziekstijlen of muziekwerken
- psychoanalyse, analyse van de menselijke geest in de psychologie;
- sterkte-zwakteanalyse, ook wel SWOT-analyse, analyse van de sterke en zwakke punten, kansen en bedreigingen;
- schenkeranalyse, (of reductieanalyse),[2] een naar de Weense muziektheoreticus Heinrich Schenker vernoemd systeem tot analyse van tonale muziek.
- systeemanalyse, voor het analyseren van systemen, voorafgaande aan reorganisatie en of automatisering van bedrijfsprocessen;
- interne analyse, voor het analyseren van de factoren in een organisatie of onderneming
- externe analyse, voor het analyseren van de factoren buiten een organisatie of onderneming
- STEP-analyse, een macroanalyse voor een organisatie of onderneming